# Зоряна брама (роман)
«Зоряна брама» (англ. Star Gate / нім. Tor zu den Sternen) — науково-фантастична серія романів німецьких письменників Вернера К. Гейса, Вілфреда А. Гарі, Уве Антона, Франка Рефельда. Його джерела лежать задовго до відомішої американської серії «Зоряна брама: SG-1».
Згодом серія розділилася на дві незалежні серії.

## Історія сюжету
Землею в 2063 році керують корпорації; Нації і держави втратили сенс, прав людини, здається, більше не існують. Одна з цих корпорацій, Mechanics Inc., яка базується в Детройті, зайнята введенням в дію зоряних воріт. Конкуренти з корпорації Флібо йдуть по п’ятах Mechanics Inc. Але вони на крок попереду своїх конкурентів. Технологічна група відправляє команду з семи осіб через ворота на Землі, але потім відбувається неймовірне: команда зникає. Сестринські ворота на Місяці ніколи не мали значення. Професор Браян Голмс, керівник проєкту, негайно летить на Місяць, щоб оглянути там Зоряні ворота і знайти причини несправності.
Тим часом команда виходить із Зоряних воріт — на дивну планету. Поступово вони розуміють, що випадково проникли в наявну мережу зоряних воріт. Концепція спочатку полягала в тому, щоб дозволити командам подорожувати багатьма світами, де вони завжди знайдуть нових друзів і нових ворогів. 

## Історія написання серії

### Кіоскові видання
У 1986 році новостворене видавництво «Меркур» розпочало друк серію науково-фантастичних буклетів. На першій редакційній конференції вирішили розробити серію про передавачі матерії та зоряні вулиці. Вибрана назва Star Gate – Ворота до зірок.
Серія налічувала 11 томів, але через економічні труднощі, пов'язані з поганим продажем, потім зникла з кіосків. З 2005 року оригінальна серія знову повністю публікується Hary-Production під назвою «Зоряна брама — походження» (нім. Star Gate – Das Original) і продовжується. Серія, надрукована Hary-Verlag, знову ігнорує передплатну серію, за винятком тому 12. Він уже був надрукований, коли його було припинено, але доставлено лише разом із серією передплати.

### Продовження у вигляді підписної серії
Приблизно через рік після закінчення оригінальної серії колишній видавець Фолькер Кремер знову написав Вернеру К. Гізі з пропозицією продовжити серію в іншій формі, але з аналогічною назвою. Тож відбулася нова редакційна конференція, на якій окрім Вернера К. Гізи та його дружини Гайке, які редагували, були присутні Фолькер Кремер та Вернер Вільберт. Там розробили спочатку концепція продовження 12 випусків. Початкове планування, в якому планувалося випускати до 20-го тому, було повністю відкинуто, натомість була розроблена концепція, яка більше базувалася на космічних кораблях, для якої розробили стрибок у часі між дванадцятим (який все ще доставлявся таким чином) і тринадцятим томами.
Оператори мережі брам, в яку випадково проникли люди, завойовують землю і вимагають величезні репараційні платежі за незаконне використання мережі брам.
Романи, які вже були закінчені й розпочаті для оригінальної серії, не враховувалися. Дистрибутив повинен був працювати як підписка через фандом SF. Тепер кожен номер виходив щомісяця накладом 1000 примірників. Однак 800 буклетів, необхідних для чорних номерів, не змогли продати.

## Книжкові видання

### Бліц частина 1
У 1997 році Blitz-Verlag вступив у контакт з Вернером К. Гізою, і дізнався про «Зоряну браму». Видавець передрукував серію у м’якій обкладинці, кожна з книг містить декілька старих випусків в одній книзі. Спочатку передплатна серія була передрукована після 11 тому. Згодом опублікували три романи, які Гіза вже написав, але більше не публікував для передплатної серії (а не для оригінальної серії). Після цього серія більше не видавалася.

### Wilbert
Тим часом один із колишніх видавців, Вернер Вілберт, відновив друк серії. Він попросив іншого колишнього видавця Фолькера Кремера написати викриття для продовження. Тут загубленій команді вдається знову вигнати завойовників із землі за допомогою знайдених інопланетних технологій. В результаті вони провокують міжгалактичну війну між операторами мережі брам і Землею.
Виходять дві книги Маргрет Швекендік і Горста Гоффманна. Після цього випуск серії знову призупинили.

### Бліц частина 2
«Зоряні ворота» повернулися до видавництва «Бліц». Ще чотири книги були опубліковані у ньому як продовження, після чого серію знову призупинили.

## Головні герої
- Кеннет «Кен» Ренделл — Спеціаліст із виживання в Mechanics Inc.
- Таня Генада — Спеціаліст із виживання в Mechanics Inc.
- Браян Голмс — Провідний науковець проєкту Зоряні ворота в Mechanics Inc.
- Клінт Фішер — Начальник відділу безпеки компанії Mechanics Inc.
- Ліно Фраскеті — Менеджер Mechanics Inc.
- Джеррі Бернштейн — Журналіст.
- Гайко Чен — Спеціаліст з виживання монгольського походження на службі в Mechanics Inc.
- Ебергард фон Вільберт — Старший науковий співробітник компанії Flibo.
- Доктор Дженні ван Вельт — Вчений.
- Доктор Дмитро Васильов — Вчений.
- Доктор Єрг Мейстер — Вчений.
- Маріо Сервантес — Вчений.
- Хуан да Коста — Вчений.
- Герберт Неллес — Вчений.
- Пето — Булова.
- Ксібрасс — іншопланетянин.

## Світ серії
Світ, в якому відбуваються події серії, суттєво відрізняється від нашого. Великі корпорації взяли владу, держави й народності виродилися в нікчемність. ООН вдає, що пильнує добробут і проблеми людства, але схожа на беззубого тигра, з якого корпорації тільки сміються.
Люди, які працюють на корпорації, змушені миритися з обмежувальними контрактами, які посягають на їх найінтимніші сфери. Люди, які порушили трудові договори, потрапляють у виправну колонію на Венері, де їм доводиться трудитися на кобальтових шахтах у нелюдських умовах. Корпорації щедро нехтують положеннями ООН про права людини.
Навіть у цій практично незаконній сфері ринок і попит процвітають. Технологічний розвиток рухається вперед, щоб отримувати прибуток. Потужні служби безпеки захищають корпорації від промислового шпигунства та саботажу. Але час від часу агенту вдається порвати ремінь безпеки.
З завоюванням Землі всі корпорації розгромлені, а економіка Землі нещадно розграбована. Після визволення корпораціям не вдається повернути колишню владу.